# 馬烏賓縣
馬烏賓縣（[məʔùbɪ̀ɴ kʰəjàɪɴ]） 為緬甸伊洛瓦底省轄下的縣。首府位在馬烏賓。

## 鎮
以下為馬烏賓縣轄下的鎮：
- 馬烏賓鎮（Maubin Township）
- 班德瑙鎮（Pantanaw Township）
- 央東鎮（Nyaungdon Township）
- 德努漂鎮（Danuphyu Township）

其中包含39個區、235個村組以及1,462個村莊。

## 地理
馬烏賓縣有著平實的土地以及豐佩的溪流。馬烏賓鎮的海拔高度為1,362英尺（415.14公尺）。該縣面積4,277.3平方公里，2014年人口973,948人。東以仰光省東仰光縣、西仰光縣為界；西以勃生縣、苗妙縣為界；南以皮亞朋縣為界；北以興實達縣為界。

## 橋梁
馬烏賓縣內有4座重要橋梁，分別為馬烏賓橋（Maubin Bridge）、卡迪亞橋（Khattiya Bridge）、班德瑙跨河橋（Pantanaw river-crossing bridge）以及勃米亞特吞橋（Bomyathtun Bridge）。
馬烏賓橋
馬烏賓橋位在馬烏賓鎮東泰勒葦拉村（Taloatlatt east villages）與西泰勒葦拉村（Taloatlatt west villages）之間。此橋梁於1994年3月1日正式開工，1994年4月4日開始興建橋梁基礎工程，之後該橋梁於1998年2月10日完工並通車。該橋樑可承受60公噸的重量，為鋼筋混凝土橋梁。
卡迪亞橋
卡迪亞橋位在馬烏賓鎮Latyargyi村與頓傑鎮（Tuntay Township）比肯貝村（Bokanbay village）之間。總長12呎4吋（3.76公尺），為鋼筋混凝土、橋面包覆鐵的橋梁，可承受13公噸的重量。此橋於1997年7月24日完工並通車。
班德瑙跨河橋
班德瑙跨河橋位在班德瑙鎮莽應龍街（Bayintnaung street）河畔，為鋼筋混凝土橋梁。橋梁總長420英呎（128.016公尺），可承受60公噸的重量。
勃米亞特吞橋
勃米亞特吞橋位在伊洛瓦底省諾頓鎮（Naungton Township）Taungtan村與Kyeinpinsae村之間。此橋梁跨越伊洛瓦底河，總長2,604.7公尺。在結構方面，橋梁上半部為鐵構造，而下半部則為鋼筋混凝土構造。

## 外部連結
- . Technological University (Maubin).   [2009-05-30]. （原始内容存档于2009-12-26）. （页面存档备份，存于）